# Ministerul Investițiilor și Proiectelor Europene (România)

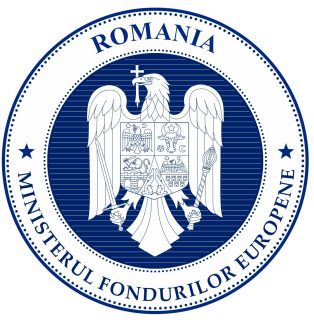
Stema Veche

Ministerul Investițiilor și Proiectelor Europene (până în 2020- Ministerul Fondurilor Europene) este organul de specialitate al administrației publice centrale, în subordinea Guvernului României, prin intermediul căruia sunt gestionate afacerile europene și absorbția fondurilor europene venite din partea Uniunii Europene.. În cadrul ministerului funcționează Agentul Guvernului României pentru Curtea de Justiție și Tribunalul UE.
A fost numit inițial Ministerul Afacerilor Europene, denumirea actuală dându-i-se în decembrie 2020.

## Legături externe
- Site web oficial
- Ministerul Investițiilor și Proiectelor Europene pe Facebook
- Ministerul Investițiilor și Proiectelor Europene pe Twitter
- Ministerul Investițiilor și Proiectelor Europene pe Instagram
- Ministerul Investițiilor și Proiectelor Europene's channel pe YouTube

1. ↑  Bogdan Enache (23 iunie 2025), Miniștrii Guvernului Bolojan au depus jurământul la Palatul Cotroceni. Mesajul lui Nicușor Dan, Digi24, accesat în 26 iunie 2025